# Nils Lundberg (fotbollsspelare)
Nils Lundberg är en svensk före detta fotbollsspelare (vänsterhalv) som representerade Gais åren 1959–1960.
Lundberg gjorde allsvensk debut för Gais som 23-åring, i en match mot Örgryte IS i september 1959, och var trots att Örgryte vann med 4–2 en av planens bästa spelare. Han spelade totalt sex matcher (0 mål) för Gais i allsvenskan säsongen 1959, och sedan Gais åkt ur serien ytterligare sex matcher (0 mål) i division II Västra Götaland 1960.